# 하라다 게이스케
하라다 게이스케(일본어: 原田 圭輔, 1988년 6월 11일 ~ )는 일본의 전 축구 선수이다.

## 구단 경력
과거 베갈타 센다이, 도치기 SC, FC 마치다 젤비아에서 활동하였다.